# وجني (ورغاهان)
وجني (بالفارسية: وجنی) هي منطقة سكنية تقع في إيران في قسم ورغاهان الریفي. يقدر عدد سكانها بـ 337 نسمة .